# Martín López-Vega
Martín López-Vega (1975, Poo de Llanes, Asturias), es un poeta y traductor español nacido en Poo de Llanes que emplea tanto el asturiano como el castellano. 

## Biografía
Martín López-Vega nació en Poo de Llanes, Asturias, en 1975.
Licenciado en Filología Española por la Universidad de Oviedo, estudió Literatura Portuguesa en la Universidade do Minho (Braga). Doctor en Literatura Española por la Universidad de Iowa. Obtuvo la beca Valle-Inclán de la Academia de España en Roma, durante el periodo 1999-2000.
Ha obtenido algunos premios literarios, como el Premio Emilio Alarcos de Poesía en 2002 o el Premio de Poesía Hermanos Argensola en 2006.
Ha trabajado como redactor del suplemento El Cultural del diario El Mundo, donde mantiene el blog de crítica literaria "Rima interna" en la página web de El Cultural.; ha sido librero en "La Central" de Madrid y Barcelona, donde llegó a ser responsable de contenidos de la librería madrileña en la calle Callao; director editorial de Vaso Roto Ediciones, también dirigió la colección de poesía "¡Arre!" publicada por Arrebato Libros, así como la colección de ensayo "Arenas movedizas", publicada por la editorial Saltadera. Ha escrito crítica literaria en diferentes suplementos culturales, entre ellos los de los diarios El País, El Mundo, ABC, La Vanguardia, La Nueva España o El Correo de Andalucía. También ejerció la docencia, enseñando Portugués en la Universidad de Iowa.
En la actualidad, es el director de Gabinete y Comunicación Institucional del Instituto Cervantes.

## Obras

### Poesía en castellano
- Objetos robados (SPPA, Oviedo, 1994)
- Travesías (Renacimiento, Sevilla, 1996)
- La emboscada (DVD, Barcelona, 1999)
- Mácula (DVD, Barcelona, 2002)
- Árbol desconocido (Visor, Madrid, 2002) Premio Emilio Alarcos de poesía.
- Elegías romanas (La Veleta, Granada, 2004)
- Extracción de la piedra de la cordura (DVD, Barcelona, 2006) Premio de Poesía Hermanos Argensola
- Gajos (Pre-Textos, Valencia, 2007)
- Adulto extranjero (DVD, Barcelona,2010, segunda edición 2011)
- Retrovisor. Poemas elegidos 1992-2012 (Papeles Mínimos, Madrid, 2013)
- La eterna cualquiercosa (Pre-Textos, Valencia, 2014)
- Gótico cantábrico (La Bella Varsovia, Madrid, 2017)
- El uso del radar en mar abierto. Poesía 1992-2019 (La Bella Varsovia, Madrid, 2019)
- Egipcíaco (Visor, Madrid, 2021)
- Y el todo que nos queda (Poemas de amor) (Visor, Madrid, 2023)

### Ensayo en castellano
- Obreros de la luz. Los poetas de la duración y la elegía posmoderna (Saltadera, Oviedo, 2017)
- Periferias empancipadas. Políticas de la representación espacial en la Iberia reimaginada (Vaso Roto, Madrid, 2022)

### Prosa en castellano
- Cartas portuguesas (Llibros del Pexe, Gijón, 1997)
- Los desvanes del mundo (Llibros del Pexe, Gijón, 1999)
- El letargo (Laria, Oviedo, 2006)
- Libre para partir (Trabe, Oviedo, 2009)

### Poesía en asturiano
- Esiliu (SPPA, Uviéu, 1998)
- Les coraes de la roca (Trabe, Uviéu1999, junto con Chechu García)
- La visita (SPPA, Uviéu, 2000)
- Piedra filosofal (Llibros del Pexe, Xixón, 2002)
- "Otra vida. Poemas en asturiano 1996-2004" (Prensas Universitarias de Zaragoza, 2008, bilingüe asturiano-castellano)

### Narrativa en asturiano
- El sentimientu d'un occidental (Llibros del Pexe, Xixón, 2000, artículos)
- Parte metereolóxicu pa Arcadia y redolada (Ámbitu, Uviéu, 2005, memoria de infancia)

### Ensayo en asturiano
- Obreros de la lluz. Los poetes de la duración y la elexía posmoderna (Un mar de dudes, Caces, 2012)

### Entrevistas
- Extravagante tripulación. Entrevistas literarias (Impronta, Gijón, 2012)

### Traducciones
Varios
- Equipaje de mano (Acuarela, Madrid, 2003). Antología de sus traducciones.
- "Raíz de fresno infeliz. Una antología de poesía primitiva" (CEDMA, Málaga, 2010).
- Gimnasia Sueca. Ejercicios poéticos (Ediciones del cuatro de agosto, Logroño, 2013)
- Mapamundi. Poemas del siglo XX (La isla de Siltolá, Sevilla, 2014)
- Galería de arte primitivo (Mixtura, Barcelona, 2022)

Del portugués
- Almeida Garrett: Viajes por mi tierra (Pre-Textos, Valencia, 2004).
- Eugénio de Andrade: A la sombra de la memoria (Pre-Textos, Valencia, 2006).
- Lêdo Ivo: Rumor nocturno (Vaso Roto, Barcelona-México, 2009).
- Lêdo Ivo: Plenilunio (Vaso Roto, Barcelona-México, 2010).
- Valter Hugo Mãe: El apocalipsis de los trabajadores (Alpha Decay, Barcelona, 2010).
- Valter Hugo Mãe: Folclore íntimo (Vaso Roto, Madrid-México, 2011).
- Lêdo Ivo: Calima (Vaso Roto, Madrid-México, 2011).
- Lêdo Ivo: Nueve sonetos (Estampa, Madrid,2012, ilustraciones de Luis Feito).
- Jorge de Sena: Serena ciencia (Pre-Textos, Valencia, 2012).
- Eça de Queirós: Estampas egipcias (Impedimenta, Madrid, 2012).
- Lêdo Ivo: Aurora (Pre-Textos, Valencia, 2013).
- Lêdo Ivo: Relámpago (Valparaíso, Granada, 2015).
- Fernando Pessoa: Un disfraz equivocado (Nórdica, Madrid, 2015).
- Lídia Jorge: Los tiempos del esplendor (La Umbría y la solana, Madrid, 2017).
- Lêdo Ivo: Isla de mí. Prosa escogida (Saltadera, Oviedo, 2018).
- Valter Hugo Mãe: Hombres imprudentemente poéticos (Rata, Barcelona, 2019).
- Agustina Bessa-Luís: Embajada a Calígula (La Umbría y la solana, Madrid, 2023).
- Ana Luísa Amaral: Ágora (Sexto Piso, Madrid, 2023).

Del inglés
- Charles Simic: La voz a las tres de la madrugada (DVD ediciones, Barcelona, 2009).
- Charles Simic: Circo unipersonal (Arrebato, Madrid, 2013).
- John Donne: Canciones y sonetos (Saltadera, Oviedo, 2016).
- Alfred Warren: Hola, Tierra (Antonio Arias, Granada, 2021).

Del italiano
- Manlio Sgalambro: La consolación (Pre-Textos, Valencia, 2008).
- Giuseppe Cesare Abba: Crónica de un tiempo perdido (Periférica, Cáceres, 2009).
- Salvatore Settis: Warburg Continuatus. Descripción de una biblioteca (Museo Nacional Centro de Arte Reina Sofía-Ediciones de La Central, Madrid-Barcelona, 2010).
- Alessandra Lavagnino: Un granizado de café con nata (Errata Naturae, Madrid,2011).
- Pier Paolo Pasolini: La religión de mi tiempo (Nórdica, Madrid, 2015).
- Alessandra Lavagnino: Nuestras calles (Errata Naturae, Madrid, 2015).
- Sergio Rizzo y Gian Antonio Stella: La casta (Capitán Swing, Madrid, 2015).
- Pier Paolo Pasolini: La insomne felicidad. Antología poética (Galaxia Gutenberg, Barcelona, 2022).